# Ancienne batterie de Saint-Gilles
L'ancienne batterie de Saint-Gilles est une ancienne batterie de l'île de La Réunion, département et région d'outre-mer français dans le sud-ouest de l'océan Indien. Située à Saint-Gilles les Bains, sur le territoire de Saint-Paul, elle fait l'objet d'une inscription au titre des monuments historiques depuis le 26 novembre 2019.